# Haiku Stairs

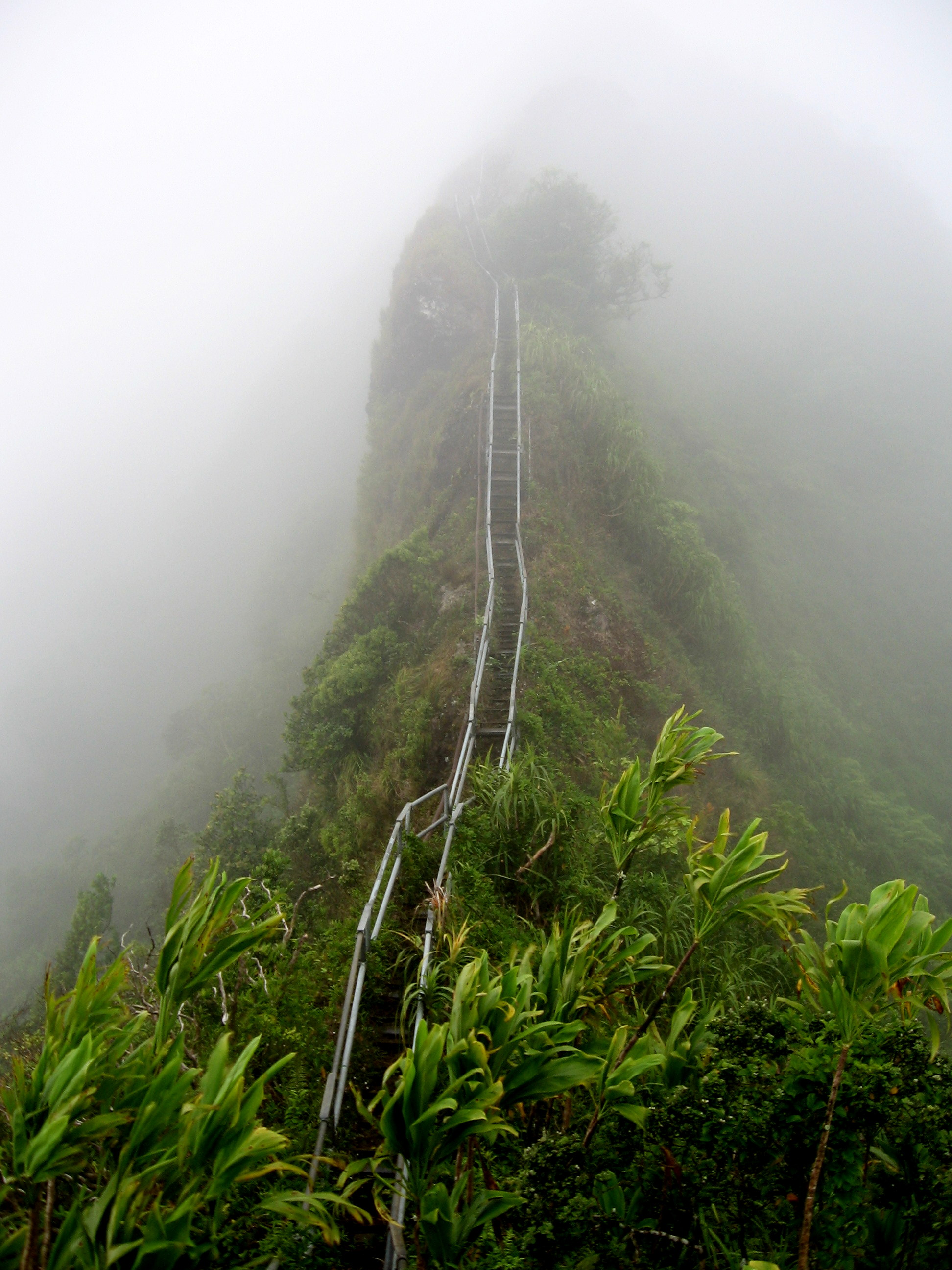
Haiku Ladder

De Haʻikū Stairs, ook wel bekend als de Stairway to Heaven of Haʻikū Ladder, is een steil pad op het eiland Oahu in de Amerikaanse staat Hawaï. De in totaal 3.922 treden lopen over de Koʻolau Range.
In 1942 begonnen aannemers in opdracht van de United States Navy met het bouwen van het radiostation van Haʻikū, een geheime installatie voor het versturen van radiosignalen naar marineschepen op de Grote Oceaan. Om de benodigde hoogte voor de antenne te verkrijgen, verspreidde de marine de zenders over de Haikuvallei, een natuurlijk amfitheater omringd door hoge bergruggen. Om de zenders op de toppen van de bergruggen gemakkelijker te kunnen bereiken, installeerde men een houten ladder die de berg op liep. De ladder werd later vervangen door een houten trap. Toen er uiteindelijk een kabelbaan in gebruik kwam, namen de werkers liever deze route dan de eindeloze beklimming via de trap. Om een beter signaal te krijgen werd de installatie vervangen door een transmitter met een grote capaciteit. Daarvoor werd er een alexanderson-alternator gebouwd, een groot apparaat dat sterke radiosignalen genereert en een antenne van enorme afmetingen nodig heeft.
Toen in de jaren '50 de marinebasis buiten gebruik raakte werd de locatie gebruikt door de United States Coast Guard voor een Omega-luchtvaartnavigatiesysteem. De houten treden werden vervangen door gedeeltes met metalen treden en hellingen. Dit resulteerde in de huidige 3.922 treden tot de top. Delen van de oude houten ladder zijn nog te zien naast de huidige metalen traptreden.
Het station en de klimroute werden in 1987 gesloten voor publiek en er werden borden 'verboden toegang' geplaatst. Ondanks dat negeren veel mensen de borden en dragen bij aan de wens van de gemeenschap om de route te heropenen.
In 2003 werden de traptreden gerepareerd voor een bedrag van $ 875.000, maar de Haiku Stairs werden niet heropend. De gemeente en het districtsbestuur hebben aangegeven dit in de nabije toekomst ook niet te willen doen. Ondanks dat beklimmen vrijwel dagelijks tientallen mensen de Haiku Stairs. Anno september 2016 staat er nog steeds een wachtpost aan het begin van de stairs om mensen tegen te houden.
In augustus 2012 kwam de komiek en Don Tiki-zanger Fritz Hasenuch tijdens de beklimming van de Haiku Stairs om het leven als gevolg van een hartaanval.
In het weekend van valentijnsdag 2015, waaide er een krachtige storm over het eiland Oahu. Deze veroorzaakte grote schade aan de Haiku Stairs en maakte ze volgens de meldingen onbruikbaar.